# Graceland
Graceland er en ejendom i den sydlige del af Memphis, Tennessee, USA, beliggende på adressen 'Elvis Presley Boulevard nr. 3764'. Blev den 28. marts 1957 købt af den 22-årige Elvis Presley for 100.000 dollars. 'Elvis Presley Boulevard' hed oprindelig 'Bellevue Street' og var en del af 'Highway 51 South', der gik gennem Memphis. Gaden blev omdøbt til 'Elvis Presley Boulevard' den 17. januar 1972.
Elvis Presley var i konstant pladsnød i Graceland pga. sin stadigt større stab (Memphis-mafiaen), så huset er udvidet fra 954 m² da Presley erhvervede ejendommen til 1.631 m² i dag.

## Historie
Ejendommen er fra tiden omkring den amerikanske borgerkrig. Den er grundlagt af redaktør S. E. Toof, der kaldte stedet for Graceland efter sin datter, Grace Toof. Den nuværende bygning er fra 1939, opført af Thomas Moore og hans hustru Ruth, som er Grace Toofs niece.
Hovedbygningen er opført i sandsten og indeholder 23 værelser, bl.a. otte soveværelser med bad. Hovedindgangen domineres af en række søjler og et par store løveskulpturer ved trappen.

## Efter Elvis' død
Graceland er efter Elvis Presleys død i 1977 omdannet til Elvis-museum, som åbnede dørene for publikum den 7. juni 1982. Museet har årligt over 600.000 besøgende og er den næstmest besøgte attraktion i USA, kun overgået af Det Hvide Hus i Washington. Graceland blev den 27. marts 2006 udnævnt som 'National Historic Landmark'.
Elvis Presleys privatfly, en Convair Jet fra 1958, blev døbt 'Lisa Marie', opkaldt efter hans datter. Elvis købte flyet den 18. april 1975 for 250.000 $. Flyet havde plads til 28 passagerer og blev spøgefuldt kaldt både 'Hound Dog One' og 'Flying Graceland'. Flyet har siden 1984 stået ved Graceland og er en del af de mange attraktioner.
Elvis blev begravet på kirkegården Forrest Hill Cemetery på Elvis Presley Boulevard i Memphis. Der var imidlertid så stor opmærksomhed omkring hans gravsted, at han den 2. oktober 1977 sammen med sin mors jordiske rester blev genbegravet på Graceland. Nu er både Elvis, hans forældre, Vernon og Gladys Presley, samt hans farmor, Minnie Mae Presley, begravet i parken ved Graceland i den del som kaldes The Meditation Gardens.
The Meditation Gardens blev åbnet for offentligheden den 27. november 1977 og var den første del af Graceland, som publikum fik adgang til.
Lisa Marie Presley ejer stadig 100% af Graceland og den over 50.000 m² grund, der hører til, foruden samtlige af hendes fars personlige ejendele og effekter som kostumer, garderobe, priser og guldplader, møbler, biler m.m.m. Det er dermed Lisa Marie, der stiller "det hele" til rådighed for Elvis Presley Enterprises, der driver museet.

## Kendte besøgende
- Den 30. juni 2006 var Japans daværende premierminister, Junichiro Koizumi, under et officielt besøg hos præsident George W. Bush på en afstikker til Graceland[4]. Koizumi, der er erklæret Elvis-fan og oven i købet er født 8. januar ligesom Elvis, var premierminister i perioden 2001 – 2006.

- Den 26. maj 2013 var Sir Paul McCartney på besøg på Graceland og lagde ved den lejlighed en guitarplekter på Elvis' grav og udtalte: "Så kan Elvis spille i Himlen.[5]

## Andet
Graceland er nævnt i flere film, bl.a. 3000 Miles to Graceland, der handler om en gruppe kriminelle, der planlægger at røve et kasino under en Elvis-uge i Las Vegas. For at gøre det lettere at forsvinde i mængden optræder samtlige røvere forklædt som Elvis Presley.
Graceland er endvidere titlen på en LP udgivet af Paul Simon i 1986.
Den danske Elvis-købmand Henrik Knudsen åbnede den 16. april 2011 i Randers en kopi af Graceland, kaldet Graceland Randers. Formålet er at drive stedet som restaurant, Elvis-museum, selskabslokale og souvenirshop. I december 2015 skiftede stedet navn til Memphis Mansion, efter at Elvis Presley Enterprises (EPE), der varetager boet efter Elvis Presley, havde stævnet Henrik Knudsen for brug af 'Graceland' navnet.